# 新桥镇 (资中县)
新桥镇，是中华人民共和国四川省内江市资中县下辖的一个乡镇级行政单位。2019年12月，撤销兴隆街镇，将其所属行政区域划归新桥镇管辖。

## 行政区划
新桥镇下辖以下地区：
新桥场社区、八块田村、杨柳村、骑兰村、金盆村、杉树村、太河庙村、瓦烧房村、三水坡村、和睦村、烟火店村、复兴村、余家村、东升村、顺河村、石响村、阳鹊村、凉风村、龙桥村、石坝村、清平村、石岭村、傅家村、文化村、大田村和先进村。